# MINANO

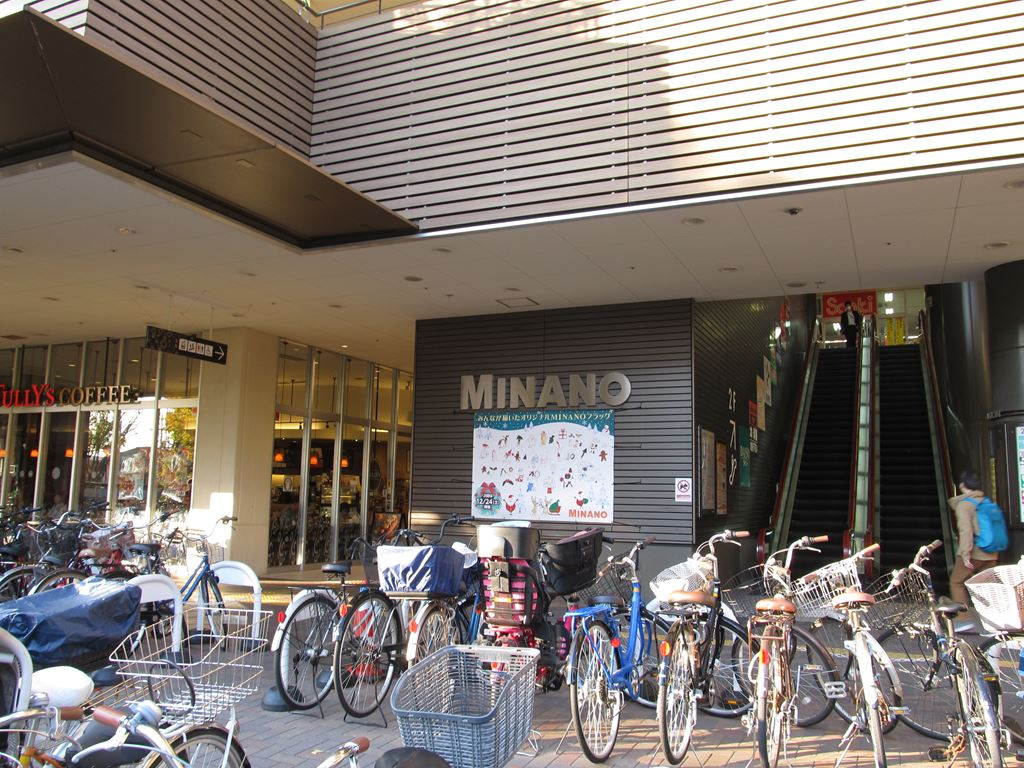
中央部分

MINANO（ミナノ）は、東京都府中市片町に所在するショッピングセンター（複合商業施設）である。2009年3月12日開業。
「MINANO」の名称には、地域住民や通勤者など「みんなの」商業施設・ランドマークでありたいとの意味が込められている。

## 概要
分倍河原駅南口からバス・タクシーロータリーと府中東芝ビル（東芝デジタルソリューションズ事業所ほか）を挟んだ南に位置する。この地にはかつて東芝府中事業所の社員寮（東芝分倍家族アパート）があり、取り壊されてからはしばらく遺跡の発掘作業が行われ空き地となっていた。
開発を行ったのは住友グループ（住友商事・住商アーバン開発・サミットおよび三井住友建設など）であり、当初のプロジェクト仮称は「片町3丁目計画」であった。工事中にも旧石器時代の遺跡が確認されたことで開業まで多少延期があった。
建物は4階建てで、うち1階から2階が商業施設部分となる。1階の東寄りに自由通路が南北に渡っており、それが駅側からの実質的なエントランスとしても機能している。この通路自体は家族アパート当時からも存在したが、その通路ごと施設の一部として取り込まれた。3階以上と屋上は駐車場となっており、1階の2箇所にはオートバイ・自転車用駐輪場がある。

## アクセス
- 京王線・JR南武線分倍河原駅から跨線橋を渡り徒歩約1分。
- 京王線府中駅・中河原駅から「ちゅうバス」よつや苑西ルート「分倍河原駅」または「いきいきプラザ東」停留所下車。

## テナント
サミットストア・サンキを核店舗として約20店舗が出店している。